# 步兵第343聯隊
步兵第343聯隊（日語：、步兵第三百四十三聯隊）為大日本帝國陸軍步兵聯隊之一。

## 沿革
- 1945年（昭和20年）7月12日 - 拝受軍旗。在第15方面軍直轄的近畿地方進行防衛作戰的準備中迎接終戰。

## 歷任聯隊長
| 任 | 姓名     | 在任期間   | 備考     |
| -- | -------- | ---------- | -------- |
| 1  | 稻田安良 | 1945.6.5 - | 陸士35期 |

## 關連項目
- 大日本帝國陸軍聯隊列表
- 本土決戰第三次兵備（日语：本土決戦第三次兵備）

## 外部連結
- 日本陸軍部隊最終位置